# Осоки (заповідне урочище)
Осоки — заповідне урочище місцевого значення. Об'єкт розташований на території Городенківського району Івано-Франківської області, село Торговиця.
Площа — 1,7000 га, статус отриманий у 1983 році.